# Neoregostoma coccineum
Neoregostoma coccineum är en skalbaggsart som först beskrevs av Hippolyte Louis Gory 1831.  Neoregostoma coccineum ingår i släktet Neoregostoma och familjen långhorningar. Inga underarter finns listade i Catalogue of Life.